# Coryptilum luteum
Coryptilum luteum är en fjärilsart som beskrevs av Diakonoff 1968. Coryptilum luteum ingår i släktet Coryptilum och familjen äkta malar.
Artens utbredningsområde är Filippinerna. Inga underarter finns listade i Catalogue of Life.